# 이반 포포프
이반 이바노비치 포포프(러시아어: Иван Иванович Попов; 1975년 1월 30일 출생)는 2023년 7월 해임될 때까지 58th Combined Arms Army를 지휘했던 전 러시아 육군 소장이다.

## 어린 시절과 교육
포포프는 1975년 1월 30일 볼고그라드주 다니롭스키군의 일부인 돈 스텝의 작은 농업용 khutor에서 태어났다. 젊은 시절 포포프는 국경 수비대로 아버지의 발자취를 따르고자 알마아타 고등 국경 사령부 학교에 입학하려 했으나, 소련 붕괴 후 포포프는 1992년 모스크바 고등 군사 지휘 학교에 지원하여 합격했다.

## 군 경력
졸업 후 소대장으로서의 첫 임무는 북캅카스 군관구의 제56 공수연대였다. 56 연대와 함께 포포프는 제2차 체첸 전쟁에 참전했다. 포포프는 종합군사참모대학교를 졸업하고 북캅카스 군관구 본부의 작전국에 배치되어 러시아‒조지아 전쟁에 참전했다. 이후 포포프는 국가국방관리센터에서 근무했다. 2015년 러시아 합동군사참모대학교를 졸업한 그는 그 해 12월 아디게야 공화국의 제33 독립차량화소총여단(산악) 사령관으로 임명되었다.
2017년까지 그는 볼고그라드의 남부군관구 소속 제20 독립근위차량화소총여단을 지휘했다. 러시아 육군에서 가장 빠르게 승진하는 여단장 중 한 명으로 명성을 얻으며, 포포프의 훈련 성과는 상급자들의 주목을 받았다. 2017년 9월 포포프는 승진을 위해 여단을 떠났고, 그가 49th Combined Arms Army의 부사령관이 될 것이라는 소문이 돌았다.
2018년 5월까지 그는 크림반도의 제22 군단 참모장이었고, 2019년 5월에도 이 직책을 유지했다.

### 러시아의 우크라이나 침공
2022년 5월까지 포포프는 칼리닌그라드주의 제11 군단 참모장이었다. 그는 6월까지 발라클리야 지역에서 러시아군을 지휘했으며, 9월 우크라이나의 하르키우 역공세 동안 혼란스러운 후퇴를 지휘했다. 러시아의 패배에도 불구하고, 포포프는 2023년 3월까지 소장으로 진급하여 자포리자 방면을 담당하는 58th Combined Arms Army의 사령관이 되었다. 그는 6월 8일 우크라이나 역공세 중 자포리자 방면에서 우크라이나 공격의 패배를 발표했다. 그러나 7월 11일, 군사 블로거 텔레그램 채널 VChK-OGPU는 포포프가 전선 부대 교체를 요청한 혐의로 해임되었다고 보도했다. 다음 날, 국가두마 의원 안드레이 구룰료프는 포포프가 자신의 해임 사유를 설명하는 메시지를 공개했다.
포포프는 총참모장 발레리 게라시모프가 쉬지 않고 싸우는 병사들에 대한 우려와 러시아 전장 전략에 대한 비판 때문에 그를 해임했다고 밝혔다. 포포프의 비판에 대해 게라시모프는 그가 "공황 상태에서 허위 정보를 유포했다"고 비난했다. 포포프는 게라시모프와 국방장관 세르게이 쇼이구가 충분한 지원을 제공하지 않아 전장에서 러시아 병사들을 배신했다고 간접적으로 비난하며, "대포병 사격 부족, 포병 레이더 부재, 적 포병으로 인한 우리 형제들의 대량 사망 및 부상"에 대해 의문을 제기했다. 포포프는 "병사들과 장교들이 흘린 피의 이름으로" 우크라이나 역공세를 물리치기 위해 계속 싸울 것을 병사들에게 독려하며 메시지를 마쳤다. 국가두마 국방위원회 위원장 안드레이 카르타폴로프는 포포프의 비판이 심각하게 받아들여지고 조치될 것이라는 성명으로 응답했다.

### 체포
포포프는 2024년 5월 17일 사기 혐의로 체포되었다. 제235 수비대 군사법원이 포포프 소장에 대한 사건을 맡을 예정이라고 보도되었다. 보도된 체포에 대해 러시아 국방부나 러시아 법 집행 기관은 아무런 언급을 하지 않았다. 7월 15일, 군사법원은 포포프가 자택에서 재판 전 구금을 받을 수 있도록 허용했다. 2025년 4월, 그는 징역 5년형을 선고받았다.